# Johann Heinrich Sulzer
Pour les articles homonymes, voir Sulzer (homonymie).
Johann Heinrich Sulzer est un entomologiste suisse, né en 1735 et mort le 10 août 1813 à Winterthour.
Il habite Winterthur et est l’auteur des ouvrages Die Kennzeichen der Insekten, nach Anleitung des Königl. Schwed. Ritters und Leibarzts Karl Linnaeus, (...) (1761) et Abgekürzte Geschichte der Insecten nach dem Linaeischen System (1776), qui font partie des premiers ouvrages sur les insectes utilisant le système de nomenclature binomiale développé par Carl von Linné (1707-1778).

## Source
- Traduction de l'article de langue anglaise de Wikipédia (version du 29 novembre 2006).